# Batrachorhina medioalba
Batrachorhina medioalba là một loài bọ cánh cứng trong họ Cerambycidae.